# Reproduction sociale
 (décembre 2019).
Si vous disposez d'ouvrages ou d'articles de référence ou si vous connaissez des sites web de qualité traitant du thème abordé ici, merci de compléter l'article en donnant les références utiles à sa vérifiabilité et en les liant à la section « Notes et références ».
La reproduction sociale est le phénomène sociologique dans lequel les individus ou les structures sociales tendent à ne pas changer et à se renforcer, réifier, reproduire.
Les comportements, croyances, habitudes, ou encore les positions sociales, mais aussi les structures sociales, telles les institutions, tendent à se transmettre socialement, et à se maintenir, se reproduire, dans le temps.
Elle est l'opposée du changement social et implique la mobilité sociale.

## Définition
La reproduction sociale est un processus social ayant tendance à renforcer et reproduire des phénomènes sociaux, qu'il s'agissent d'une institution sociale, telle la famille, ou d'une position sociale, comme dans l'aristocratie.
La pratique sociale relative à la famille, tend à maintenir une position sociale d'une génération à l'autre par la transmission d'un patrimoine, qu'il soit matériel ou immatériel.
Ce phénomène connu se traduit statistiquement aujourd'hui par le fait, par exemple, qu'un enfant d'ouvrier a plus de chance de devenir ouvrier que de quitter sa classe sociale, de même qu'un enfant de cadre a tendance à devenir cadre à son tour. Dans une étude du Céreq publiée en mai 2024, il apparaît que les enfants diplômés de bac + 5 dont les deux parents sont cadres sont 78 % à être cadre eux-mêmes contre seulement 60 % de ceux issus des familles à dominante ouvrière. En affinant avec le domaine de formation et la nature précise du diplôme, une personne issue d’une famille de cadre a encore deux fois plus de chance d’être cadre elle-même que celle issue d’une famille ouvrière.

## Principales études

### Karl Marx
La reproduction sociale a en partie été étudiée par Karl Marx, qui s’intéressait principalement à l'accumulation et à la reproduction du capital. Il a également abordé la question de la reproduction des habitudes conceptuelles et de vie via l'imposition de la culture dominante dite bourgeoise : « les pensées de la classe dominante sont aussi, à toutes les époques, les pensées dominantes »

### Bourdieu et Passeron
Le phénomène de reproduction sociale est étudié et décrit notamment par Pierre Bourdieu et Jean-Claude Passeron dans Les Héritiers, paru en 1964. Ils montrent par l'exemple des étudiants et comment la position sociale des parents constitue un héritage pour les enfants, certains héritant de bonnes positions sociales ; d'où Les Héritiers (tandis que d'autres au contraire sont les déshérités).
Dans La Reproduction, ces mêmes auteurs s'efforcent de montrer que le système d’enseignement exerce un « pouvoir de violence symbolique », qui contribue à donner une légitimité au rapport de force à l’origine des hiérarchies sociales.

### Raymond Boudon
Dans L'Inégalité des chances, paru en 1973, Raymond Boudon étudie la mobilité sociale d'étudiants et montre que le facteur le plus important de l'inégalité scolaire est la demande d'éducation, autrement dit l'ambition scolaire des étudiants et de leurs parents, l'origine sociale apparaissant comme un facteur de second rang uniquement,.
Boudon met en avant le poids du choix individuel dans la mobilité sociale par rapport au déterminisme social.
Il souligne aussi l'importance première de la structure de la société : c'est le nombre de postes de cadres à pourvoir qui détermine la mobilité sociale davantage que le nombre de personnes formées à le devenir. Autrement dit, la baisse des inégalités scolaires n'entraîne pas nécessairement de baisse des inégalités sociales.

## Vecteurs de reproduction sociale en France
Les tropismes sociaux et paradigmes sociologiques permettant et favorisant le phénomène de reproduction sociale en France sont nombreux.

### Un accès à la culture une instruction légitime inégale
Selon les sociologues et chercheurs au CNRS Monique Pinçon-Charlot et Michel Pinçon, les enfants de familles aisées ont accès à une vaste culture générale valorisée et légitime et surtout artistique, dans laquelle ont baigné leurs parents. Ces futurs héritiers sont inscrits dans des grandes écoles et universités prestigieuses (6 étudiants sur 10 viennent de classes supérieures et dominantes). Certaines grandes écoles privées sont très chères et confèrent des avantages par rapport aux universités publiques. Le capital économique s'allie par conséquent au capital culturel.

### Un système éducatif discriminant
« Les données (...) des lycées parisiens pour l’année 2021-2022 (...) montrent que, dans la capitale, les lycées privés sous contrat, souvent prestigieux, qui ont la liberté de choisir leurs élèves et accueillent une population très favorisée, bénéficient de plus d’heures d’enseignement par élève, ce qui permet notamment d’alléger les effectifs des classes. »
Les établissements les plus « prestigieux » publics comme privés ne jouissent d'un bon niveau scolaire moyen que grâce à la capacité de ces établissement de choisir directement ou indirectement leurs élèves : les écoles publiques les plus prestigieuses de la capitales sont celles qui reçoivent des élèves issus des CSP les plus favorisées (suffisamment pour disposer d'une adresse parisienne) et les établissements privés en discriminant les élèves aux moyennes les plus basses qui sont également souvent ceux issus des classes populaires,.
Selon le sociologue et directeur de l'EHESS François Dubet : « la France est le pays de la reproduction des inégalités sociales et scolaires.
La corrélation entre les revenus des enfants et ceux des parents y est de 0,41, contre 0,32 en Allemagne, 0,27 en Suède et 0,50 au Royaume-Uni. On pourrait se consoler en voyant que les Britanniques sont plus « reproductifs » que les Français, mais l’impact de l’origine sociale sur les résultats scolaires bat tous les records en France : il est de 22,5 % contre 16,9 % en Allemagne, 10,6 % en Suède et 12,5 % au Royaume-Uni. Dans la France d’aujourd’hui, l’ascenseur scolaire est lent et fort peu l’empruntent. »
Ce caractère discriminant de l'école française s'illustre notamment via ses résultats statistiques : 
78% des étudiants dans les 10% des grandes écoles les plus prestigieuses en France sont issues des professions et catégories socioprofessionnelles (PCS) "très favorisées".
« Les inégalités sociales d’accès aux [Classes préparatoires aux grandes écoles] CPGE et aux grandes écoles sont très prononcées
Les élèves issus de PCS très favorisées (qui représentaient 21 % de la cohorte étudiée) ont un avantage considérable sur le reste de la population: 16,9 % d’entre eux ont accédé à une CPGE ou à une école post-bac et 16,0% à une grande école de niveau bac+ 3 à bac+ 5, soit des taux d’accès deux à trois fois plus élevés que ceux des élèves issus de PCS
favorisées (15 % de la cohorte), quatre fois plus élevés que ceux des élèves issus de PCS moyennes (27 % de la cohorte), et neuf à dix fois plus élevés que ceux des élèves issus de PCS défavorisées (37 % de la cohorte)– moins de 2 % de ces derniers ayant accédé à une grande école de niveau bac+ 3/5. Lorsqu’on compare les différences sociales dans les taux
d’accès par type d’école, on note qu’elles sont un peu plus prononcées pour les écoles de commerce, les ENS et les IEP que pour les écoles d’ingénieurs. »

### Des conditions de vies plus favorables vectrice de meilleures évolutions
Les enfants des classes privilégiées peuvent bénéficier de nourrices ou de jeunes filles au pair pour apprendre des nouvelles langues dès leur plus jeune âge. On apprend aux enfants à se sentir supérieurs via la transmission du savoir légitime, ils héritent ainsi de reflexes de classe qui consistent à dévaloriser les savoirs moins conventionnels.
Les enfants des classes privilégiées ont par conséquent une grande confiance en eux et éprouvent un sentiment de supériorité dans la vie.
Les enfants des classes privilégiées ont plus souvent accès aux vacances, aux voyages à l'ouverture sur le monde, à l'apprentissage de nouvelles cultures leur accordant ainsi un capital culturel supérieur.
« Le taux de départ en vacances atteint 54 % en France. Si 72 % des plus aisés font leurs valises au moins une fois par an, c’est le cas de seulement 37 % des plus modestes. La moitié des personnes qui renoncent à partir, le font pour des raisons financières. »

### Les unions et le mariages comme mode d'exclusion et de reproduction
Les classes aisées font très attention au mariage, ce qui est décrit dans l'ouvrage Les Ghettos du Ghota de Monique et Michel Pinçon-Charlot : se marier avec des familles riches pour garder leur fortune est une nécessité. Les mères de famille organisent donc des soirées mondaines et des rallies pour deux raisons ; montrer leur richesse, leur culture mais également espérer trouver l'âme sœur de leurs enfants afin de transmettre leur capital économique, culturel, et de conserver un entre-soi (homogamie). Les mariages servent donc principalement à préserver la richesse des familles. Ainsi les futurs héritiers apprennent à gérer leur fortune, pour pouvoir la transmettre eux aussi à leurs propres enfants.

## Mise en tension
À l'époque des trente glorieuses de manière majoritaire les enfants acquièrent une meilleure position sociale que leurs parents grâce au dynamisme économique en cours (et donc atténue les facteurs de reproduction sociale).
Selon le sociologue Camille Peugny, la progression de la mobilité sociale s’arrête dans les années 1970, la reproduction sociale n’a pas diminué en France entre le début des années 1980 et la fin des années 2000 : 70 % des enfants de cadres exercent un emploi d’encadrement quelques années après la fin de leurs études tandis que 70 % des enfants d’ouvriers occupent un emploi d’exécution.
À contrario, 24 % des fils de cadre nés entre 1959 et 1963 sont employés ou ouvriers à l'âge de 40 ans, 23 % d'entre eux occupent une profession intermédiaire. La proportion de fils de cadre confrontés au déclassement est de ce fait supérieure à 45 %. Il n'y a pas de contrepartie par une promotion sociale accrue pour les enfants d'ouvriers et d'employés qui accederai à une profession intermédiaire ou un emploi de cadre à 40 ans.
La mobilité sociale ascendante ou descendante observée s'oppose à la reproduction sociale. Le débat sur la "panne" de l'ascenseur social apparaît dans les années 1990